# Tertullianus

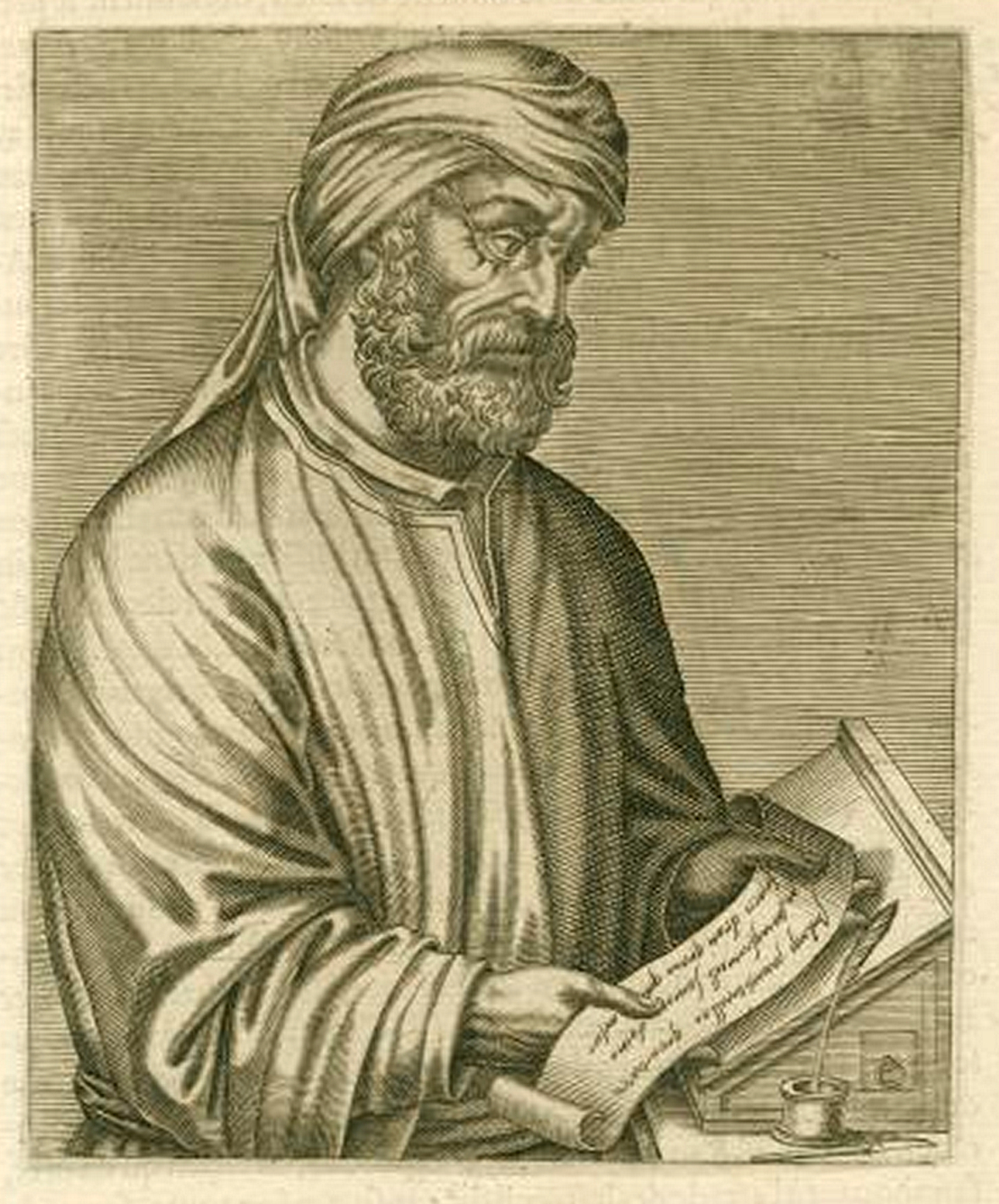
Tertullianus

Quintus Septimius Florens, beter bekend onder zijn bijnaam Tertullianus (Nederlands, verouderd: Tertulliaan) (ca. 160 - ca. 230) was een belangrijke kerkvader. Hij is omstreden omdat hij lid werd van de sekte van de montanisten. Vanwege dit lidmaatschap rekent de Rooms-Katholieke Kerk Tertullianus niet tot de kerkvaders; Calvijn en in zijn voetspoor de protestanten wel.
Zijn grote verdienste ligt erin dat hij de christelijke theologie in verband bracht met de Romeinse wereld. Hij heeft enkele Latijnse theologische begrippen geïntroduceerd, met name op het gebied van het dogma van de drie-eenheid. Hij vertaalde ook talrijke christelijke teksten uit het Grieks in het Latijn. Voor vele Koinè woorden (het Bijbelse Grieks) heeft hij Latijnse equivalenten gesmeed. Veel latere verklaringen van het Onzevader zijn van hem afhankelijk.
Hij is in de kerkgeschiedenis vooral van betekenis als verdediger van de christenen tegen de heidenen. Zijn bekendste werk is het Apologeticum, een document waarin hij de christenen verdedigt tegen de aanklachten van het klassieke heidendom. Het werd in het Grieks vertaald. Het kwam niet veel voor dat Latijnse werken in het Grieks werden vertaald. Het christelijk pacifisme beroept zich op Tertullianus' afwijzing van het toelaten van militairen tot het christendom. In de oriëntaals-orthodoxe en oosters-orthodoxe kerken wordt Tertullianus niet positief beoordeeld. Zijn denkwijze, die zich nog krachtiger voortzet bij Augustinus, was mede een oorzaak voor het Oosters Schisma in 1054.

## Leven
Over het leven van Tertullianus is weinig bekend buiten wat wij weten uit zijn nagelaten werken.
Tertullianus werd geboren in Carthago, een Noord-Afrikaanse stad in het huidige Tunesië, als zoon van een Romeinse officier (centurio). Vermoedelijk was hij ook een ver familielid van Arius. Rond het jaar 190, op ongeveer 30-jarige leeftijd, bekeerde hij zich tot het christendom. Het is niet onwaarschijnlijk dat de moed van de christenen (bijvoorbeeld bij de marteldood) een diepe indruk op hem maakte en hem heeft gebracht tot aanvaarding van het christelijk geloof. Daarnaast was Tertullianus ook onder de indruk van de strenge zedelijke moraal onder de christenen en sprak hun visie op de hemelse toekomst hem bijzonder aan. Hij vertrok na zijn bekering naar Rome en studeerde klassieke vakken zoals grammatica, recht en retorica en werkte als advocaat. Circa 195 keerde hij, als vurig en hartstochtelijk belijder van de christelijke leer, terug naar Carthago. Veel van zijn geschriften worden gekenmerkt door een juridische betoogtrant. Zijn werken bevatten veel strijdschriften tegen het jodendom, tegen de gnostiek, tegen Marcion, tegen verschillende ketterijen en tegen te grote haast bij het dopen van kleine kinderen. Ook heeft hij het opkomende christendom tegen de aanvallen van de heidenen verdedigd.

### Montanisme
Zijn ascetische visie leidde ertoe dat hij zich aan het einde van zijn leven heeft afgewend van de orthodox-christelijke kerk. Ergens tussen 207 en 213 werd Tertullianus lid van de rigoristische sekte van de montanisten. Hij verdedigde deze sekte in de vroege kerk met inzet van zijn gehele persoon. Rond 210 werd hij leider van de lokale montanisten.

### Overlijden
Tertullianus is ergens tussen 220-240 gestorven en dus 60-80 jaar oud geworden.

## Theologische begrippen

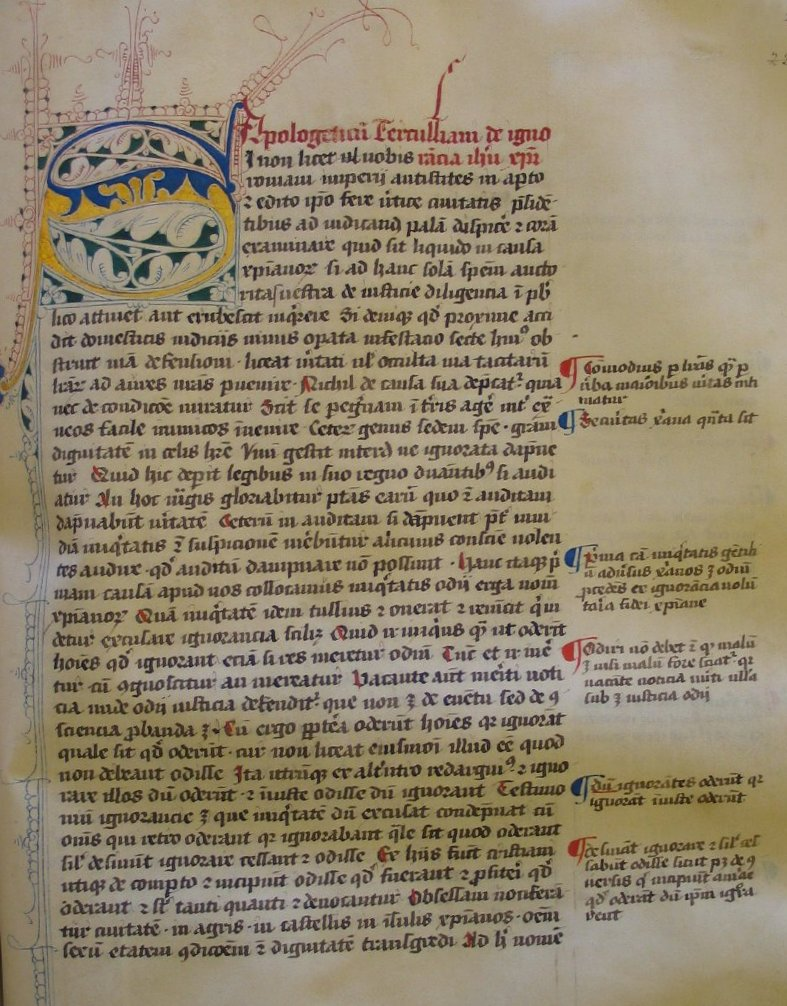
Codex Balliolensis van Terullianus

Door zijn krachtige en heldere Latijnse schrijfstijl en het gegeven dat hij de eerste kerkvader was die schreef in het Latijn, wordt hij beschouwd als de vader van het Kerklatijn. Hij introduceerde bijvoorbeeld het woord trinitas voor de drie-eenheid, in plaats van trias wat tot dan toe gebruikelijk was. Het is een specifiek hiervoor gecreëerde nieuwe samentrekking van tres - drie en unitas - eenheid. Van huis uit advocaat, verklaarde hij het wezen van God in de taal van het Romeins rechtssysteem. Hij introduceerde de term personae (meervoud van persona - partij in juridische zin) voor de Vader, Zoon en Heilige Geest. Voor de gezamenlijkheid van Vader, Zoon en Heilige Geest gebruikte hij de term substantia, die verwijst naar de juridische status in de gemeenschap. Volgens hem is God in de substantia één, maar drievoudig in de monarchia als drie personae: Vader, Zoon en Heilige Geest.
De begrippen en formuleringen van Tertullianus zijn in de latere theologische ontwikkeling (bijvoorbeeld op het Concilie van Nicaea) van groot belang. De doordenking van de drie-eenheid, een centraal leerstuk in een christelijke (geloofs)belijdenis, gaat goeddeels terug op het werk van Tertullianus. Ook op het terrein van de christologie heeft Tertullianus veel bijgedragen. Volgens de christologie van Tertullianus is Christus tegelijk een ware mens en een ware God. Tertullianus wees op de noodzaak van onderscheiding van de godheid en de mensheid van Christus. Die zijn echter niet van elkaar te scheiden. De godheid en de mensheid zijn in de persoon van Christus verenigd, maar niet vermengd.
Door zijn formuleringen en door het smeden van begrippen voor de theologie heeft hij veel invloed uitgeoefend in de christelijke kerk. Zijn invloed is vooral merkbaar in de werken van Cyprianus en Augustinus. Tertullianus is van grote invloed geweest op de kerk in het westen. Door de heilsboodschap primair in juridische termen zoals voldoening, verzoening, genoegdoening en recht Gods te vatten heeft hij een stempel gezet op de westerse theologie.

## Werken

Opera omnia, 1598

Ruim 30 geschriften van Tertullianus zijn bewaard gebleven. Hij schreef apologetische, polemische, leerstellige en praktische geschriften.
In de eerste tijd na zijn bekering in 190 hield hij zich in zijn geschriften vooral bezig met persoonlijke (onder andere: De Pallio, De Patienta, Ad Uxorem) en catechetische onderwerpen (onder andere: De Spectaculis, De Idololatria, De Testimonio Animae, De Baptismo). In 197 schreef hij zijn eerste apologetische werk. Tertullianus wilde een groot apologetisch werk schrijven, maar de oplaaiende vervolgingen van christenen deden hem van plan veranderen. Uit het verzamelde materiaal schreef hij een bondige verdediging van het christelijke geloof: Apologeticum. Dit belangrijkste geschrift dat hij geschreven heeft werd aan de overheden in Africa overhandigd. Het geschrift is een pleidooi ten gunste van de vervolgde christenen. Het is tevens een vlijmscherpe, in juridische formuleringen gegoten aanval op het heidendom. Soms is de spot met de heidense beschuldigingen tastbaar aanwezig:
Als de Tiber tegen de wallen oprijst, als de Nijl de velden niet onder water zet, als de hemel gesloten is, als de aarde beeft, als er hongersnood heerst, als er ziekte woedt, dadelijk hoort men schreeuwen: "De christenen voor de leeuw." Wat moet die ene leeuw met al die christenen?
Daarnaast tracht hij aannemelijk te maken dat het christendom en het Romeinse Rijk geen vijanden zijn:
Er bestaat voor ons nog een andere, nog grotere noodzaak, om te bidden voor de keizers en tevens voor de voorspoed van het rijk en de macht van Rome; wij weten namelijk, dat de grote catastrofe, welke de gehele wereld te wachten staat en het einde der tijden zelf, dat ons bedreigt met afschuwelijke rampen, vertraagd wordt door het uitstel dat aan het Romeinse Rijk verleend wordt. Dit einde nu wensen wij niet te beleven en terwijl wij bidden dat het uitgesteld wordt, werken wij mee aan de lange duur van het Romeinse Rijk.
Tijdens de heftige christenvervolgingen onder Commodus (180-192) en Septimius Severus (193-211) schreef Tertullianus een bemoediginggeschrift (Ad Martyras) aan de christenen die zich in de gevangenis bevonden en soms als martelaar stierven. In het jaar 202 ondergingen de vrouwen Perpetua en Felicitas in Carthago de marteldood. De schrijfstijl van Tertullianus valt op. Hij schreef geëngageerd, helder en polemisch.

## Veroordeling van de krijgsdienst
De theoloog Gerrit Jan Heering, een van de oprichters van Kerk en Vrede, beroept zich in de Zondeval van het Christendom onder meer op Tertullianus om de afwijzing van de dienstplicht en een militaire loopbaan door het christelijk pacifisme te herleiden tot het vroege christendom.
Geen christen-schrijver van de oude tijd heeft zich zo scherp tegen het militarisme gekeerd als deze temperamentvolle apologeet, zelf officierszoon. (...) Het heeft geen zin zegt hij, om te redeneren hoe een soldaat zich moet gedragen, wat hij mag doen en wat niet. 'Vóór alles moet men onderzoeken, of christenen wel soldaat mogen worden; want welke waarde heeft het, over bijzaken te spreken, wanneer het onrecht reeds ligt in de vooronderstelling? Houden wij het voor geoorloofd een eed aan het menselijk vaandel af te leggen, nadat wij de eed aan God hebben afgelegd, en ons na Christus nog aan een andere heer te verbinden? Is het geoorloofd, met het zwaard om te gaan, terwijl toch de Heer verklaard heeft, dat door het zwaard zal omkomen wie het zwaard grijpt? Zal de zoon des vredes oorlog mogen voeren, terwijl hem zelfs het procederen verboden is? Zal hij mogen binden, kerkeren, folteren en executeren, terwijl hij niet eens geleden onrecht mag vergelden?' (Tertullianus, De Corona, cap. II)
Heering wijst erop dat Tertullianus stellig vindt dat - in die periode van het Romeinse Rijk - een soldaat die christen wilde worden, uit het leger hoorde te treden.